# Stoomvaart Maatschappij „Nederland“

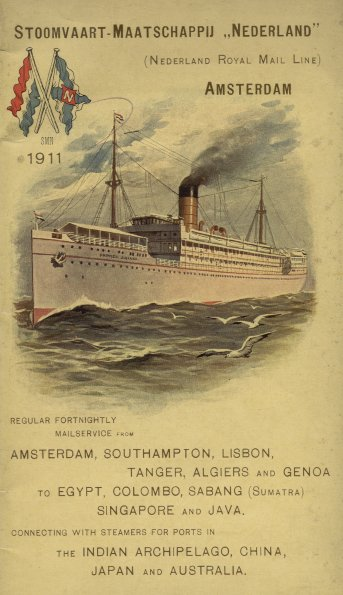
Werbung der Stoomvaart Maatschappij „Nederland“ von 1911

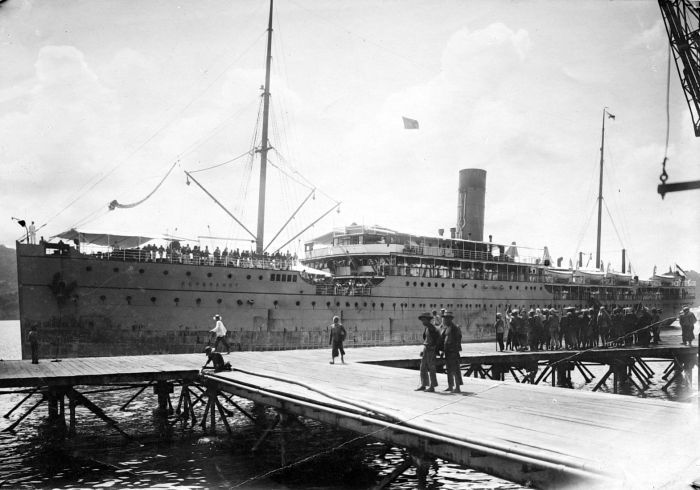
Ankunft des Dampfers Rembrandt in Sabang (1906)

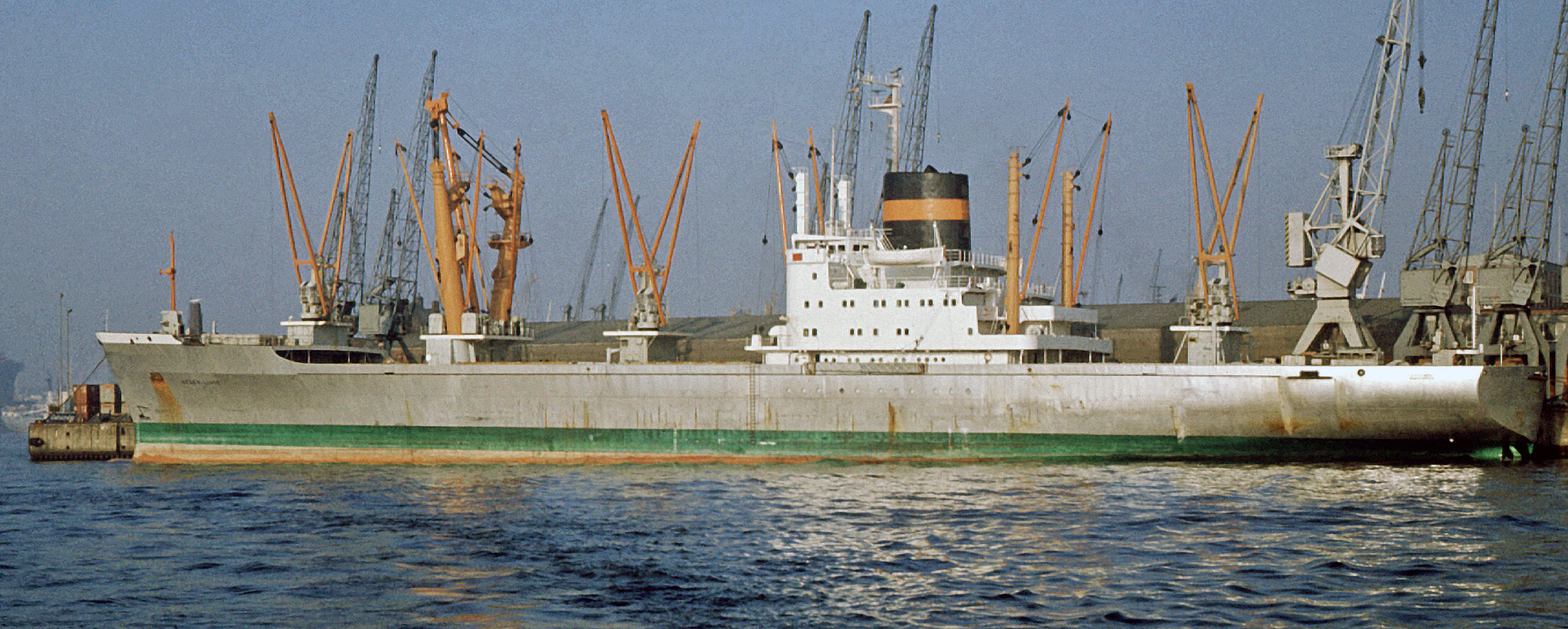
Neder Linge, einer der letzten Stückgutfrachter der Reederei (1975)

Die niederländische Reederei Stoomvaart Maatschappij „Nederland“ (SMN), kurz De „Nederland“, international bekannt als Netherlands Steamship Company, bestand von 1870 bis 1970. Das Motto des Unternehmens, „Semper Mare Navigandum“ („Stets zur See fahren“), nahm die Initialen der Reederei auf.

## Geschichte
Die Reederei wurde am 13. Mai 1870 in Amsterdam gegründet. Eines der Gründungsmitglieder war Heinrich von Oranien-Nassau, genannt „Der Seefahrer“. Das anfängliche Fahrtgebiet der Reederei war die Verbindung der Niederlande mit Niederländisch-Indien durch den Sues-Kanal. Schon am 4. September 1877 wurde auf Betreiben der Reederei in Amsterdam die Amsterdamsche Droogdok Maatschappij als Reparaturwerft gegründet.
Während des Ersten Weltkriegs gründete die Reederei ein Tochterunternehmen, mit dem sie einen New York-Java-Dienst begann, der zunächst die Route um das Kap der Guten Hoffnung nahm und ab 1917 durch den Panama-Kanal führte. Ab 1915 eröffnete die Java Pacific Line einen Dienst zwischen der amerikanischen Pazifikküste via Hong Kong und Manila nach Java. Dieser bediente später auch Häfen am Golf von Mexiko.
Der Zweite Weltkrieg brachte schwere Flottenverluste, woraufhin ab 1941 Trampfahrten unter dem Namen Reederij Amsterdam aufgenommen wurden.
Ab 1948 nahm die Reederei neue Liniendienste aus den Niederlanden nach Südamerika, Südafrika, in den Persischen Golf und nach Indien auf. Nachdem die Indonesische Regierung ab 1957 keine Passagierliniendienste mehr zuließ, setzte die Reederei ihre beiden letzten dort eingesetzten Passagierschiffe im weltweiten Kreuzfahrtgeschäft ein. Ab 1960 wurden auch die verbliebenen Indonesiendienste unter holländischer Flagge beendet. Die Java-New York-Linie führte daraufhin nach Bombay.
Später kam ein neuer, Nedlloyd Middle East Express genannter Gemeinschaftsdienst von De „Nederland“ und der Koninklijke Rotterdamsche Lloyd von den Großen Seen in den Persischen Golf, nach Indien und Pakistan hinzu. Aus Europa bediente man anfangs China und Japan und nahm später Neuguinea, Tahiti, Neukaledonien und Neuseeland in die Linie auf. Ab 1963 baute man auf der bereits bestehenden Zusammenarbeit der beiden Reedereien auf und arbeitete unter dem gemeinsamen Logo Nedlloyd Lijnen NV zusammen. Der Nedlloyd-Lijnen-Gemeinschaftsdienst umfasste jeweils 25 Schiffe der beiden Reedereien. Ebenfalls 1963 wurden die Handelsbeschränkungen niederländischer Reedereien nach Indonesien aufgehoben. 1967 wurden die Linien von der USA-Ostküste nach Indien und der Europa-Afrika-Dienst beendet.
Die beiden Gründungsreedereien behielten zunächst ihre Unabhängigkeit, wurden aber später durch die zunehmende Containerisierung der Seeverkehre und den damit einhergehenden Kapitalbedarf zu einer weitergehenden Kooperation gezwungen. Mit den Reedereien Koninklijke Java-China-Paketvaart Lijnen (KJCPL) und der Vereenigde Nederlandsche Scheepvaart Maatschappij (VNS) traten 1969 zwei weitere niederländische Partner in den Gemeinschaftsdienst ein. am 20. Januar des darauf folgenden Jahres fusionierten alle vier Unternehmen zur Nederlandse Scheepvaart Unie.
Um auch in der Tankfahrt Fuß zu fassen, gründete die Stoomvaart Maatschappij „Nederland“ in den 1950er Jahren zusammen mit der Van Nievelt, Goudriaan & Co.’s Stoomvaart Maatschappij (Nigoco) die Verenigde Nederlandse Tankvaart Rederij.